# Чіх Михайло Павлович
Михайло Павлович Чіх (4 червня 1921 — 2 червня 1998) — радянський шахтар, двічі Герой Соціалістичної Праці (1967, 1983)

## Життєпис
Народився 4 червня 1921 в селі Ворошилівка (нині село Комишувате Першотравневого району) під Маріуполем.
В 1928 залишився без батьків, був відданий до дитбудиноку. Потім жив у сім'ї в одного з братів, став працювати в місцевому колгоспі. Закінчив курси механізаторів. У травні 1941 року Михайла Чіха призвали до Червоної Армії. Служив у автомобільних військах.
Після війни поїхав на запрошення однополчанина в Армавір, працював на консервному заводі. Одружився. На запрошення родичів дружини поїхав на відпочинок в Новошахтинськ. Незабаром переїхав до рідні і з великими труднощами влаштувався на шахту «Південна-1».Отримав квартиру в селищі. Незабаром загинув врубмашініст, помічником якого він був, в результаті обвалення у шахті. Домашні вмовили повернутися в Армавір. Але повернувся через 2 місяці вже на шахту «Південна-2», незабаром переїхала і сім'я.
У 1957 році він став ланковим, а згодом — бригадиром гірників очисного вибою.
У 1962 році бригада Чіха однією з перших перейшла на новий метод організації праці — була створена наскрізна добова комплексна бригада. У грудні цього року бригада встановила свій перший рекорд по комбінату «Ростовуголь»: на гора видано понад 13 тисяч тонн вугілля за місяць.
У 1967 році Михайло Павлович Чіх за трудові досягнення був нагороджений орденом Леніна і був удостоєний звання «Заслужений шахтар УРСР».
У 1976—1982 роках планка в мільйон тонн видобутого за рік антрациту бригадою Чіха завжди перекривалася. У 1980 Л.Брежнєв привітав шахту та бригаду Чіха з високими трудовими перемогами.
У 1982 році Чіх стає «Почесним громадянином міста Шахти».
21 березня 1983 за досягнення визначних успіхів у збільшення видобутку вугілля, великий особистий внесок у розвиток руху за ефективне використання гірничої техніки та проявлений трудовий героїзм М. П. Чиха нагороджений другою Золотою Зіркою Героя Соціалістичної Праці.
Михайло Павлович Чіх був членом Ростовського обкому КПРС, депутатом міської Ради. Обирався делегатом XXV і XXVI з'їздів КПРС. Керував Всесоюзної школою передового досвіду.
Останні роки, будучи на заслуженому відпочинку, Михайло Павлович Чих жив у місті Ростові-на-Дону.
Помер 2 червня 1998 року. Похований у місті Шахти.

## Нагороди
За бойові заслуги нагороджений орденом Червоної Зірки та медаллю «За відвагу», за видатні досягнення у праці Чіх був двічі нагороджений зіркою Героя Соціалістичної Праці, тричі орденом Леніна, кавалер знака «Шахтарська слава», удостоєний звання Заслужений шахтар РРФСР (1968), лауреат Державної премії СРСР (1978).

## Вшанування пам'яті
Ім'ям Михайла Чіха названа шахта «Жовтнева-Південна». 24 серпня 1984 відбулося урочисте відкриття бюста двічі Героя Соціалістичної Праці на сполученні вулиць Радянська та Пушкіна.